# 菊池汪夫
菊池 汪夫（きくち ひろお、1944年（昭和19年）7月30日 - ）は、日本の政治家。山形県村山市長（1期）、山形県議会議員（2期）、村山市議会議員。国民民主党衆議院議員の菊池大二郎は二男。

## 来歴
山形県出身。法政大学文学部卒。村山市内の保育園を運営し、園長を務める。村山市議会議員を経て、1995年、山形県議会選挙に無所属で立候補して当選する。後に自民党に入る。山形県議を2期務めた後、2002年の村山市長選挙に無投票で当選する。同年6月6日に就任した。2005年、市の職員採用をめぐり現金を受け取ったとして受託収賄容疑で逮捕された。同年7月29日に、市長を辞職した。